# Molophilus (Molophilus) griseus
Molophilus (Molophilus) griseus is een tweevleugelige uit de familie steltmuggen (Limoniidae). De soort komt voor in het Palearctisch gebied.